# توماس كوليستير هيلز
توماس كوليستير هيلز (بالإنجليزية: Thomas Callister Hales)‏ هو عالم رياضيات أمريكي.